# Weinmannia tinctoria
Weinmannia tinctoria é uma espécie de planta da família Cunoniaceae.
Pode ser encontrada nos seguintes países: Maurícia e Reunião.
Está ameaçada por perda de habitat.